# Хендшель, Фред
Фредерик (Фред) Хендшель (ранее — Фриц Хендшель; нем. Frederick (Fritz) (Fred) Hendschel; 9 августа 1879, Иннлайтен, Бавария — 14 февраля 1916, Манхэттен, Нью-Йорк) — американский пловец. Участник летних Олимпийских игр 1900 года.

## Биография
Фред Хендшель родился 9 августа 1879 года в немецком поселении Иннлайтен.
Впоследствии перебрался из Германской империи в США, однако подробности его иммиграции и натурализации неизвестны.
Выступал в соревнованиях по плаванию за Нью-Йоркский спортивный клуб.
В 1900 году вошёл в состав сборной США на летних Олимпийских играх в Париже. На дистанции 200 метров вольным стилем занял в полуфинале 3-е место, показав результат 3 минуты 42,0 секунды и уступив 37 секунд попавшему в финал с 1-го места Жюлю Клевено из Франции. В плавании на 200 метров с препятствия занял в полуфинале последнее, 4-е место с результатом 3.45,2, уступив 17 секунд попавшему в финал с 3-го места Жозефу Бертрану из Франции.
9 мая 1911 года запатентовал в США ленточную застёжку и её оригинальный дизайн. К этому моменту Хендшель имел американское гражданство.
Умер 14 февраля 1916 года в боро Манхэттен американского города Нью-Йорк.